# CSC 03 Kassel
Der CSC 03 Kassel e. V. ist ein Sportverein aus Kassel. Bekannteste Abteilung des Vereins sind die Fußballer, die 1939 und 1940 als Meister der Gauliga Hessen an der Endrunde zur deutschen Fußballmeisterschaft teilnahmen. Daneben gibt es die Sparten Gymnastik und Tischtennis.

## Geschichte
Der Verein wurde am 4. April 1903 als Casseler FV Teutonia 1903 gegründet, damals noch mit der alten Schreibweise Cassel der Stadt Kassel. 1913 benannte sich der Verein in Casseler FV Eintracht um. Dieser Verein fusionierte 1919 mit den Sportfreunden Cassel zum VfR 1903 Cassel. Noch im September desselben Jahres erfolgte der nächste Zusammenschluss, dieses Mal mit einem traditionsreichen Turnverein namens Aeltere Casseler Turngemeinde 1848 Kassel zum Casseler Turn- und Sportverein von 1848, kurz TSV 1848 Cassel. 1924 erfolgte im Zuge der reinlichen Scheidung zwischen Fußball und Turnen die Aufspaltung in die Aeltere Casseler Turngemeinde 1848 und den Casseler SC 1903, der ab 1926 erstmals unter dem heutigen Namen CSC 1903 Kassel antrat.

### Fußball
Die Fußballer des TSV machten 1921/22 auf sich aufmerksam, als ihnen der Einzug in die Endrunde um die westdeutsche Meisterschaft gelang. Mit nur einem Sieg aus fünf Spielen landete der TSV aber auf dem sechsten und letzten Platz und verpasste damit auch deutlich die Teilnahme zur Endrunde um die deutsche Meisterschaft. Von 1928 an stand der CSC dreimal hintereinander in der Endrunde um die westdeutsche Regionalmeisterschaft. Nachdem man zweimal deutlich die westdeutsche Finalrunde verpasst hatte, kam es 1930/31 in der Vorrundengruppe der CSC zu einem kuriosen Endstand. Hinter Fortuna Düsseldorf waren die Alemannia Aachen, FV 1911 Neuendorf und der CSC 1903 punktgleich. So wurden Entscheidungsspiele um den Einzug in die westdeutsche Finalrunde notwendig. Während sich die Kasselaner gegen Neuendorf durchsetzen konnten verloren sie gegen Aachen 2:3 und schieden damit unglücklich aus.
Die glanzvollste Zeit des CSC 03 waren die 1930er und 1940er Jahre, als man der Gauliga Hessen als höchster deutscher Spielklasse angehörte. Hier gelang in der Saison 1938/39 die Meisterschaft und die damit verbundene Qualifikation zur Teilnahme an der Endrunde zur deutschen Meisterschaft, in der man jedoch bereits in der Vorrunde als Tabellenletzter am FC Schalke 04, Vorwärts-Rasensport Gleiwitz und Wormatia Worms scheiterte. Auch in der Folgesaison 1939/40 gewann der CSC 03 Kassel die Meisterschaft und belegte in der Endrunde wieder den letzten Platz.
Nach dem Krieg spielte der Verein bis Anfang der 1970er Jahre fast ununterbrochen in der höchsten Amateurspielklasse, der Amateurliga Hessen. In den 1980er Jahren konnte der CSC 03 mit dem Aufstieg und der Vizemeisterschaft in der Oberliga Hessen noch einmal an alte Erfolgszeiten anknüpfen.
In der Folgezeit verschwand der Verein aus dem überregionalen Fußball. 2008 gelang der Aufstieg in die sogenannte Gruppenliga, vorher Bezirksoberliga genannt. Auch der nachfolgende Fall in die Kreisklasse konnte die Mannschaft nicht davon abhalten, zu einem bemerkenswerten Durchmarsch anzusetzen. Diese Erfolgsserie fand im Mai 2016 mit dem Aufstieg in die Verbandsliga, der zweithöchsten hessischen Amateurklasse, und dem fünften Tabellenplatz in der Saison 2016/17 vorerst ihren Höhepunkt. Die Verbandsligameisterschaft in der Spielzeit 2024/25 bescherte dem Team nach Jahrzehnten die Rückkehr in die höchste hessische Amateurklasse, mittlerweile Hessenliga genannt.

### Handball
Die Feldhandball-Abteilung der Männer spielte von 1933 bis 1935 in der erstklassigen Handball-Gauliga Hessen.

## Erfolge
- Meister der Gauliga Hessen 1939, 1940
- Vizemeister der Oberliga Hessen 1985
- Vizemeister der Kreisliga A Gr. 1 2013/14
- Meister der KOL Kassel 2014/2015 (Doppel-Meisterschaft, die 2. Mannschaft wurde Meister der Kreisliga B Gr. 1)
- Meister der Gruppenliga Kassel 2015/16
- Meister der Verbandsliga Nord 2024/25
- Hessenpokalsieger 1955

## Bekannte Spieler
- Günter Siebert (1930–2017), späterer Schalker Mittelstürmer, deutscher Meister und Vereinspräsident, spielte in der Nachkriegszeit beim CSC 03 Kassel.
- Klaus Zaczyk (* 1945), von 1982 bis 1985 beim CSC 03 Kassel, zuvor Bundesliga- und Nationalspieler.
- Helmut Hampl (1950–2021)
- Manfred Grawunder (* 1952)
- Ralph Kistner (* 1967), später KSV Hessen Kassel, spielte bis 1988 beim CSC 03 Kassel.
- Zoran Zeljko (* 1968), später Bundesligatorwart beim MSV Duisburg.
- Alban Meha (* 1986), ehemaliger Bundesligaspieler des SC Paderborn 07 und A-Nationalspieler von Albanien

## Spielstätte
Vor dem Krieg spielte der Verein im CSC-Stadion an der Nürnberger Straße. Die meisten Besucher konnten hier in den Gruppenspielen zur deutschen Meisterschaft gezählt werden, als gegen den späteren Deutschen Meister FC Schalke 04 23.000 Zuschauer an die Nürnberger Straße kamen. Durch den Bombenangriff auf Kassel am 22. Oktober 1943 wurde auch das CSC-Stadion an der Nürnberger Straße zerstört.
Seit der Nachkriegszeit spielt der CSC 03 in der Jahnkampfbahn. Das Stadion bietet 4.000 Plätze, davon 900 überdachte Sitzplätze.